# Amanda Brewster Sewell

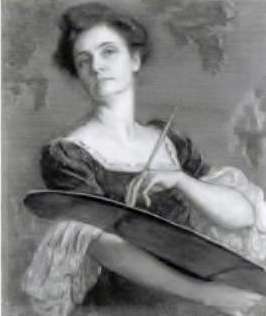
Lydia Amanda Brewster Sewell, Selbstporträt, 1904

 Lydia Amanda Brewster Sewell (* 24. Februar 1839 in Nord-Elba, New York, USA; † 15. November 1926 in Florenz, Italien) war eine US-amerikanische Malerin. Sie gewann eine Bronzemedaille für ihr Wandgemälde Arcadia auf der Weltausstellung in Chicago und war die erste Frau, die einen Hauptpreis an der National Academy of Design gewann.

## Leben und Werk

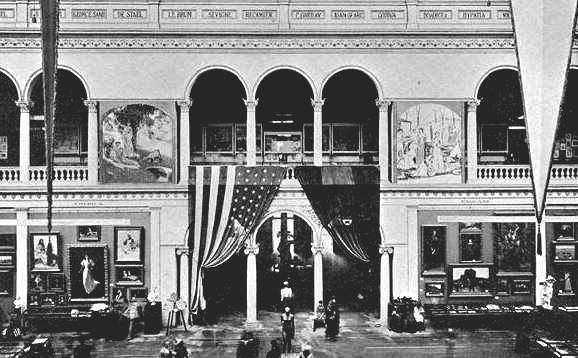
Wandgemälde im Women's Building, Weltausstellung 1893. Sewells Wandgemälde Arcadia auf der linken Seite

Sewell war Tochter von Benjamin Thomas Brewster und Julia Ann Washburn Brewster. Sie begann ihre Kunstausbildung an der National Academy of Design, wo sie sich 1876 in die Antiquitätenklasse einschrieb. Darüber hinaus studierte Sewell auch an der Art Students League of New York bei William Merritt Chase und William Sartain. In Paris setzte sie ihre Kunstausbildung bei William Bouguereau, Émile Auguste Carolus-Duran und Tony Robert-Fleury an der Académie Julian fort. Ihre Porträts stellt sie 1886, 1887 und 1888 im Salon de Paris aus.
1888 heiratete sie den Maler Robert Van Vorst Sewell und sie lebten in dem von ihm entworfenen Haus auf Long Island. Sie stellte ihre Werke  1888 und 1903 in der National Academy of Design und auch auf mehreren Weltausstellungen aus. Ihre Gemälde befassten sich oft mit arkadischen und klassischen Themen und gewannen Medaillen auf der Weltausstellung 1893 und anderen Ausstellungen. Sowohl Mary Cassatt als auch Sewell wurden beauftragt, Wandgemälde für das Women's Building auf der Weltausstellung in Chicago 1893 zu malen. Sewell gewann für ihre Arbeit auf der Ausstellung eine Bronzemedaille.
1901 erhielt sie als erste Frau den Thomas B. Clark-Preis der National Academy of Design. 1903 wurde sie zur Associate der National Academy of Design gewählt. Sie war Gründungsmitglied des Woman’s Art Club of New York, der 1913 in die  National Association of Women Painters and Sculptors umbenannt wurde und heute die National Association of Women Artists ist.
Sewell starb 1926 im Alter von 67 Jahren in Florenz.
Ihre Werke befinden sich in mehreren öffentlichen Sammlungen, in der Nationalen Akademie für Design, im Farnsworth Art Museum, an der Columbia University, im Williams College Museum of Art.

## Gemälde von Amanda Brewster Sewell (Auswahl)

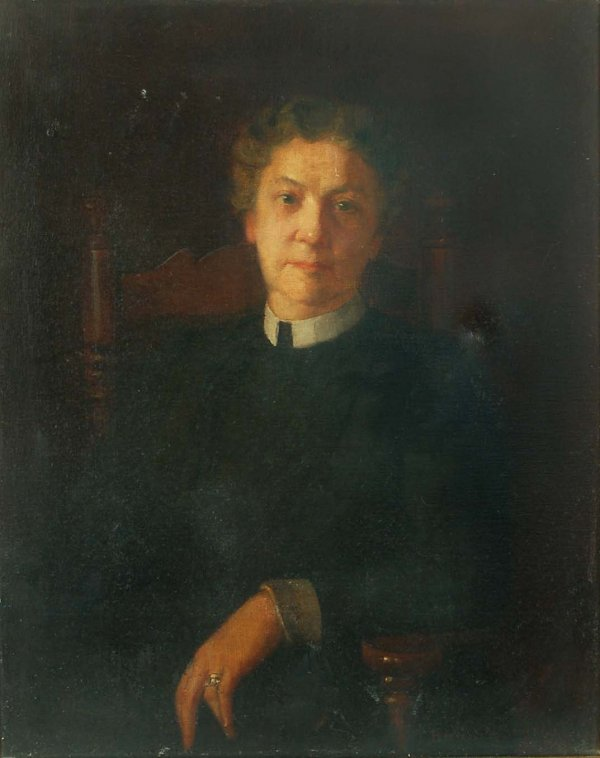
Porträt von Frau Wm. Joyce Sewell (Helen Louisa Heyl Sewell, 1840–1905), um 1905
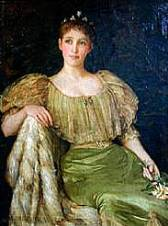
Portrait of a Lady, 1893
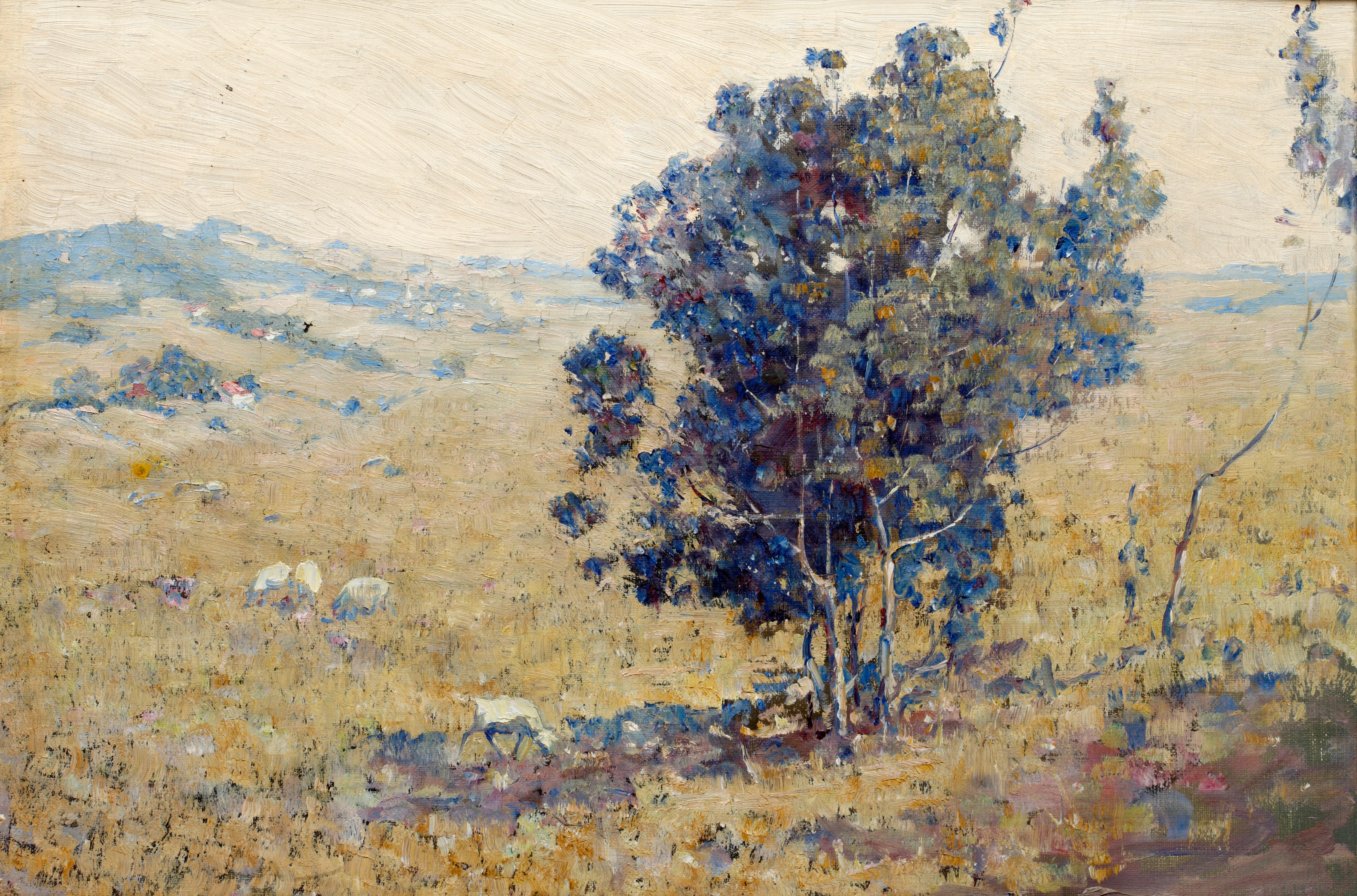
Landscape with sheep
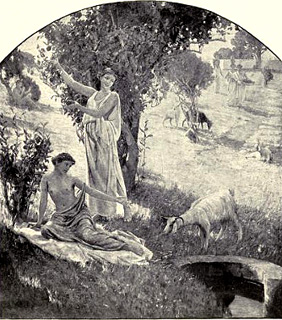
Arcadia-Wandbild, Weltausstellung 1893
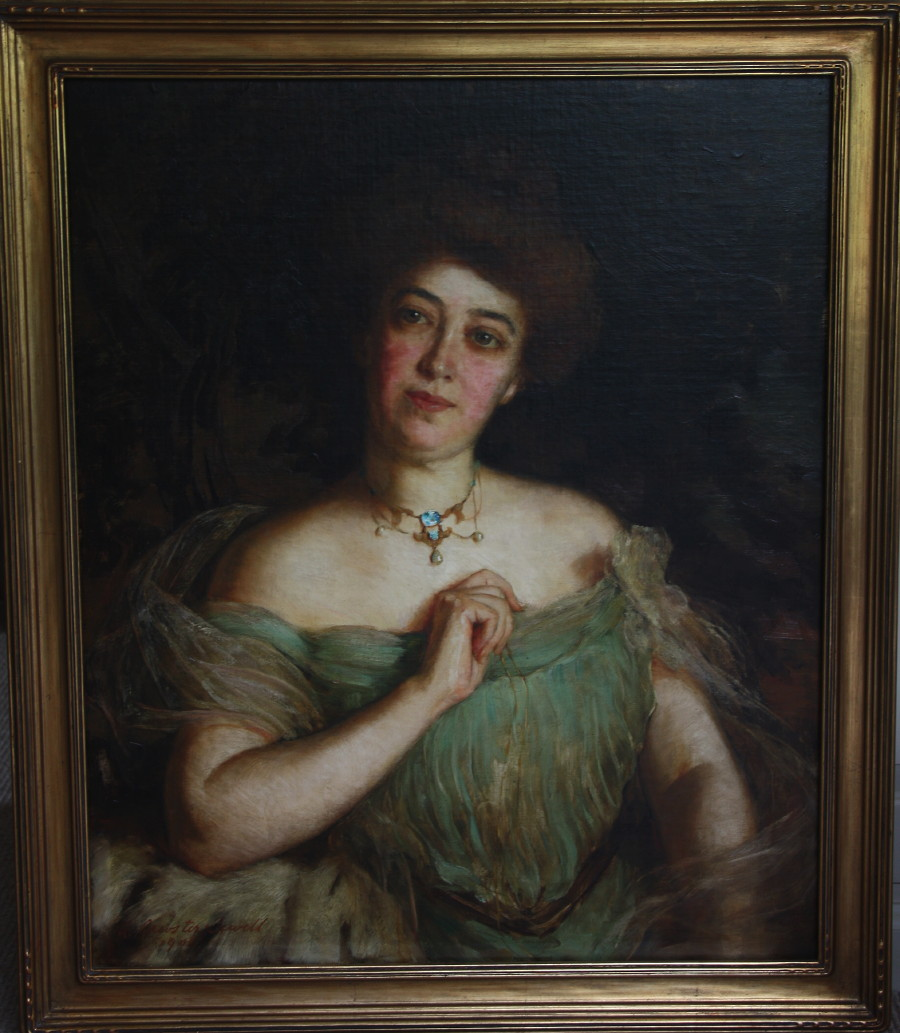
Gertrude Christian Fosdick, 1906
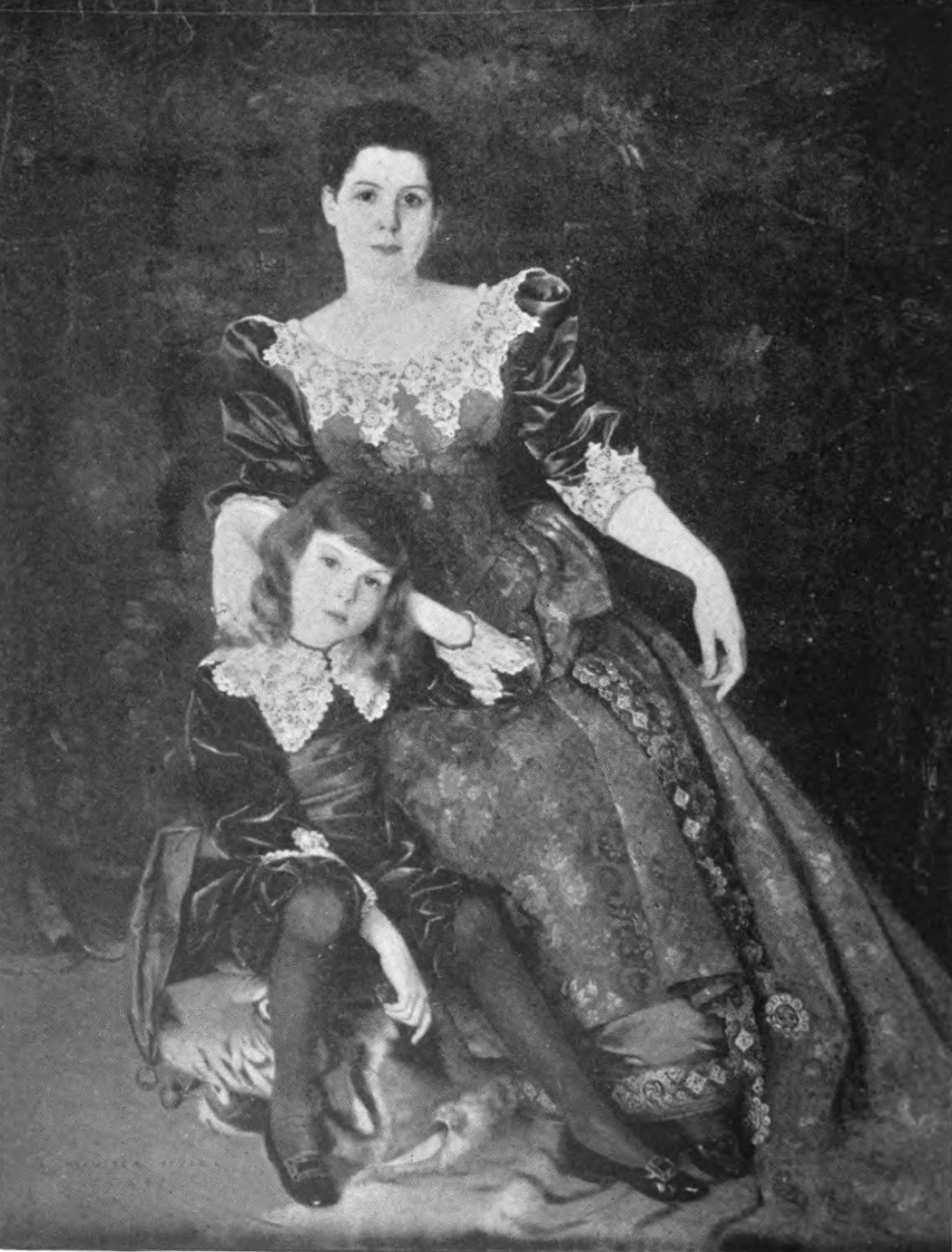
Mother and Son, 1893
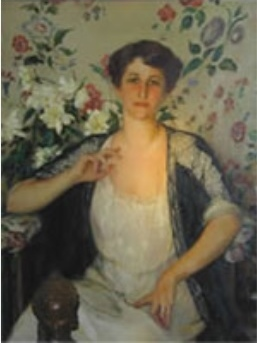
Woman with Flowers, 1913
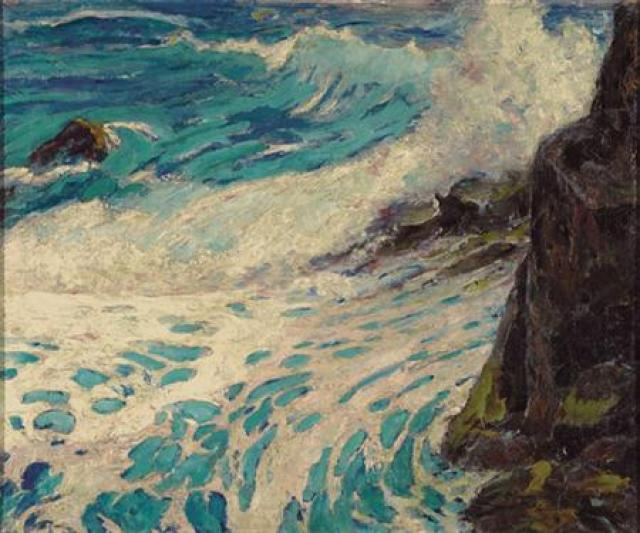
Seascape, 1882
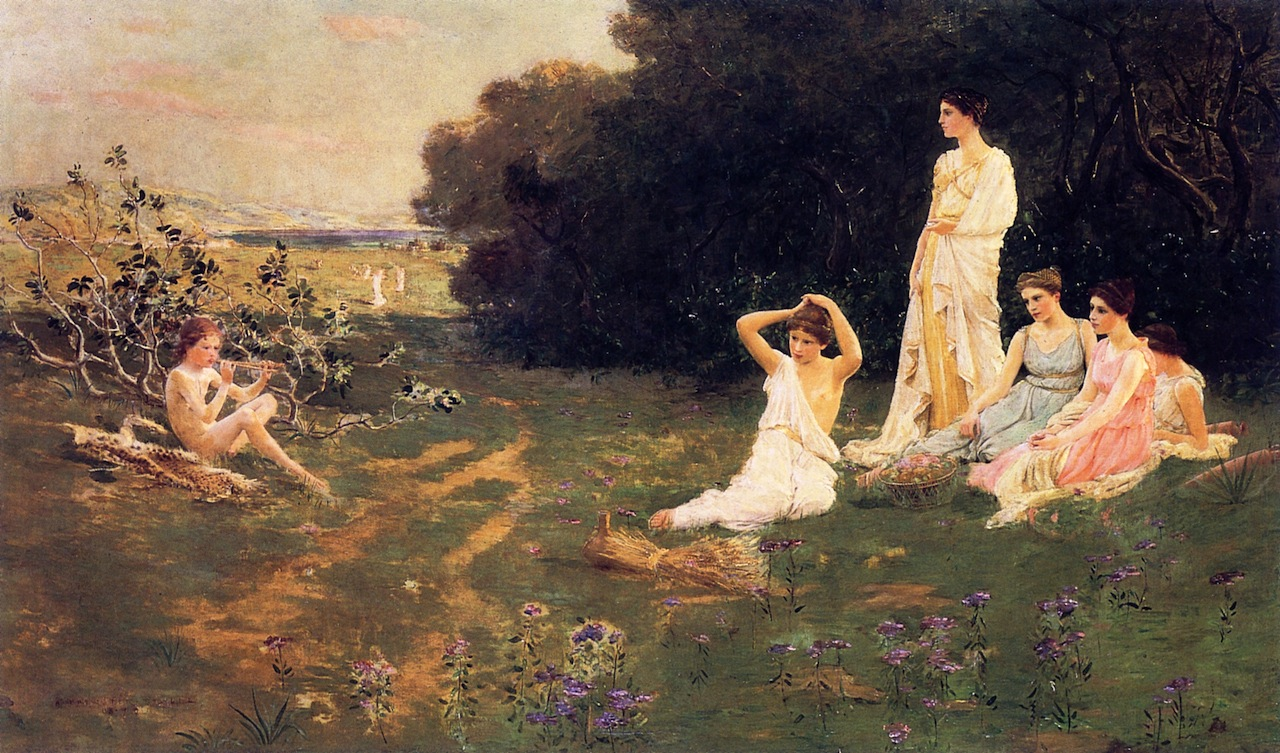
An Arcadian Melody (Pleasures of the Past), 1890
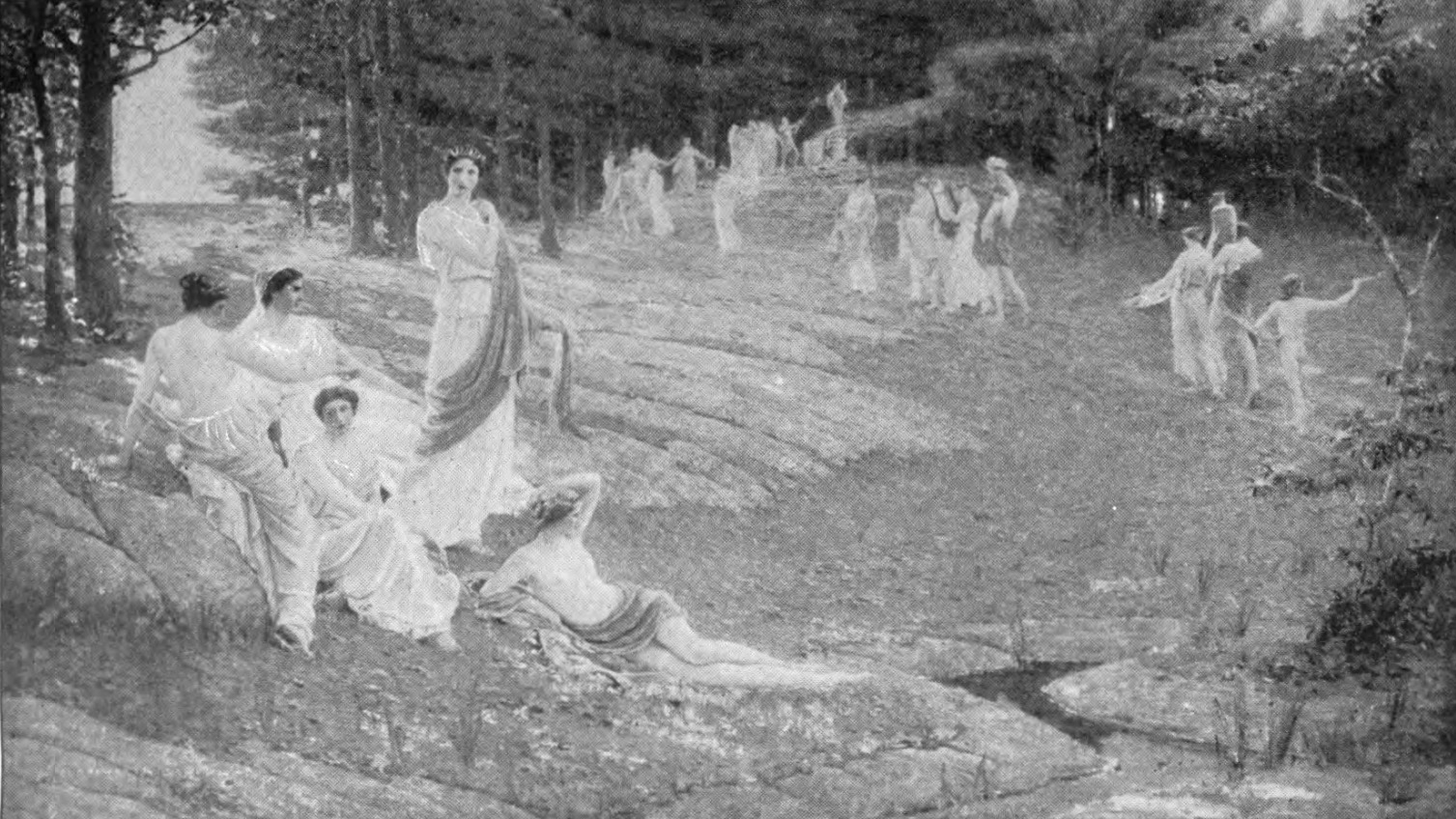
Sylvan Festival, 1893
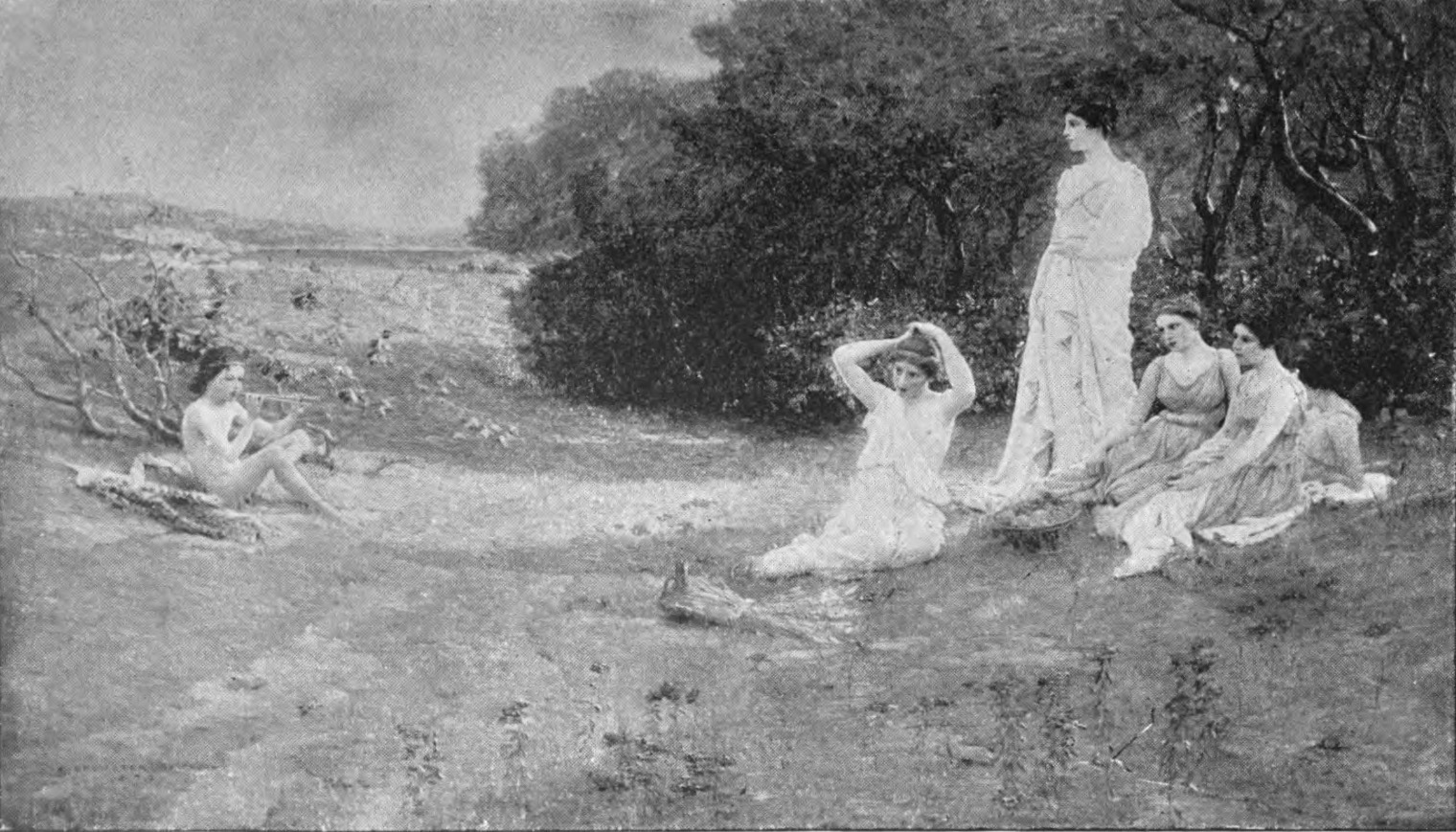
Pleasures of the Past, 1893
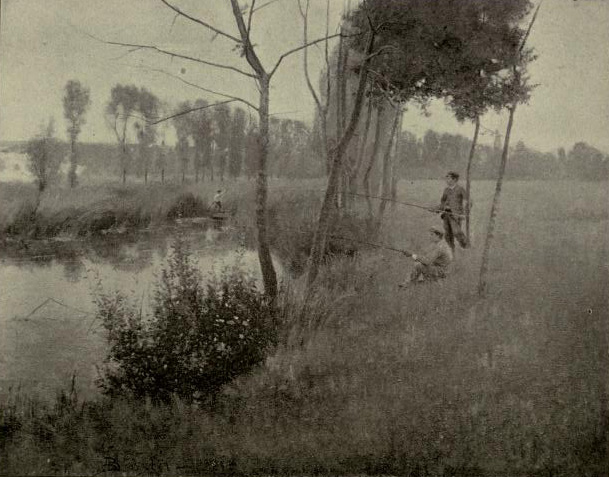
By the River, 1893
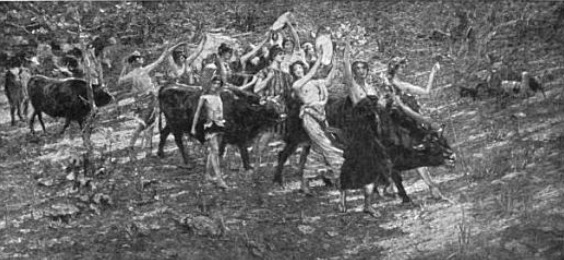
The Sacred Hecatombs, 1904 (ausgezeichnet mit dem Thomas B. Clarke prize auf der 1904 National Academy of Design exhibition)
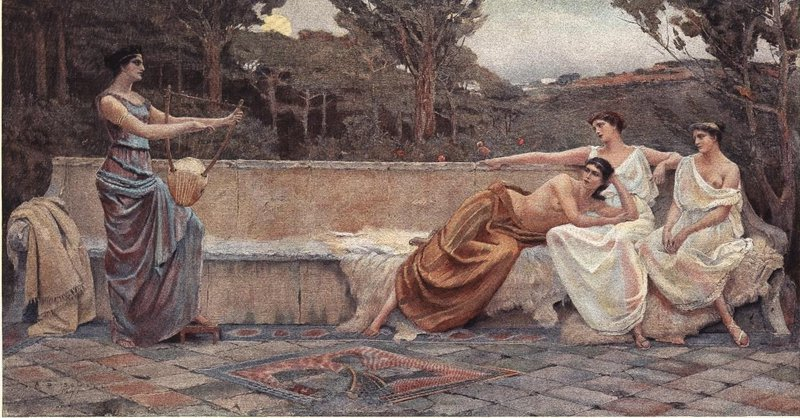
Sappho, 1891

## Auszeichnungen
- 1888: Norman W. Dodge-Preis der National Academy of Design
- 1893: Bronzemedaille auf der World’s Columbian Exposition in Chicago[8]
- 1901: Bronzemedaille auf der Pan-American Exposition in  Buffalo
- 1901: Silbermedaille auf der Weltausstellung in Charleston
- 1904: Bronzemedaille der Weltausstellung in St. Louis
- 1904: Thomas B. Clarke-Preis der National Academy of Design